# Фальков, Ефим Степанович
Ефим Степанович Фальков (1836—1865) — российский агроном и переводчик сельскохозяйственной литературы.
Учился в Тобольской семинарии и в Горыгорецком земледельческом институте, в котором и окончил курс в 1856 года со званием учёного агронома. С начала 1860 года преподавал сельскохозяйственные дисциплины в Казанском университете.

## Сочинения
- «О способах распространения в России высшего агрономического образования» («Записки Казанского экономич. общества», 1859);
- «Главные начала лесоводства» (перевод из Рашера, ib., 1860);
- Сельское хозяйство как промышленность и как наука: Три первых лекции, чит. в Казан. ун-те, в марте 1860 г. — Казань: тип. Ун-та, 1860. — [2], 65 с.
- «Современная научная теория землеведения»,
- «Химия в применении к сельскому хозяйству и физиологии» (перев. из соч. Либиха — «Труды Имп. СПб. вольн. экон. общ.», 1863);
- «Овцеводство и шерстоведение» Фридриха Шмидта (перев. с нем. Ф., под редакцией А. Советова, СПб., 1863).